# USS Billings (LCS-15)
El USS Billings (LCS-15) de la Armada de los Estados Unidos es un buque de combate litoral de la clase Freedom. Fue colocada su quilla en 2015, botado en 2017 y asignado en 2019. Su nombre honra a Billings, ciudad de Montana. Será descomisionado en 2023.

## Historia
Fue puesto en gradas por el Fincantieri Marinette Marine de Marinette, Wisconsin; el 2 de noviembre de 2015; bautizado y botado el 1 de julio de 2017; y comisionado el 3 de agosto de 2019 en la Naval Air Station, Key West, Florida. Su destino es el LCS Squadron 2 en la Mayport Naval Station, Florida.
En 2022 la marina anunció la baja de todos los LCS de la clase Freedom en 2023, incluyendo al Billings.